# Kleinhettstedt
Kleinhettstedt ist ein Ortsteil der Stadt Stadtilm im Ilm-Kreis in Thüringen.

## Lage
Der rechts der Ilm gelegene Ort hat etwa 120 Einwohner. Das Dorf liegt etwas südlich der Landesstraße 3087 von Kranichfeld nach Stadtilm, einem früheren Teilstück der B 87.

## Geschichte
Der Ortsteil wurde am 1. April 1266 erstmals urkundlich erwähnt. Noch im 19. Jahrhundert war das Dorf geteilt: 1843 gehörten 29 Häuser mit 135 Einwohnern zu Schwarzburg-Rudolstadt (Oberherrschaft) und vier Häuser mit 18 Einwohnern zu Sachsen-Weimar-Eisenach (Herrschaft Remda).
Am 14. Juli 1961 bildete die Gemeinde Kleinhettstedt zusammen mit der Nachbargemeinde Großhettstedt die neue Gemeinde Hettstedt, die am 27. September 1973 mit der Gemeinde Dienstedt zusammen die neue Gemeinde Dienstedt-Hettstedt bildete, die wiederum am 1. Juni 1996 in die Gemeinde Ilmtal eingegliedert wurde. Heute bilden Klein- und Großhettstedt voneinander selbstständige Ortsteile der Stadt Stadtilm, in welche Ilmtal am 6. Juli 2018 eingemeindet wurde.
Sehenswürdigkeiten sind die ursprünglich spätgotische, später mehrmals umgebaute kleine Dorfkirche Kleinhettstedt sowie die Wassermühle, die sogenannte Kunstmühle (wobei sich das Bestimmungswort Kunst nicht auf bildende Künste, sondern auf den zur Bauzeit hohen Stand der Ingenieurkunst bezieht). Der Inhaber betreibt die Senfmühle Kleinhettstedt.

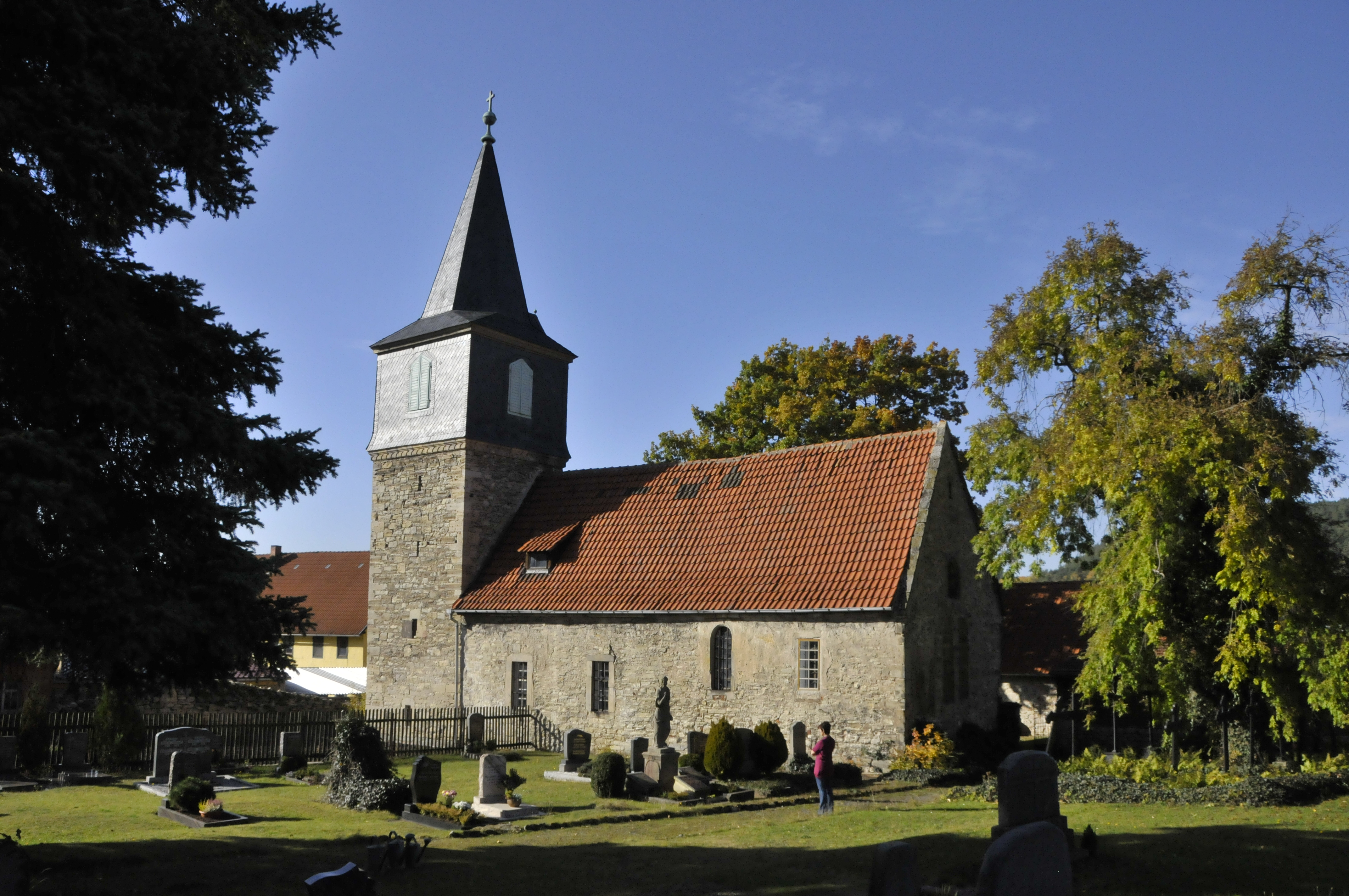
Dorfkirche
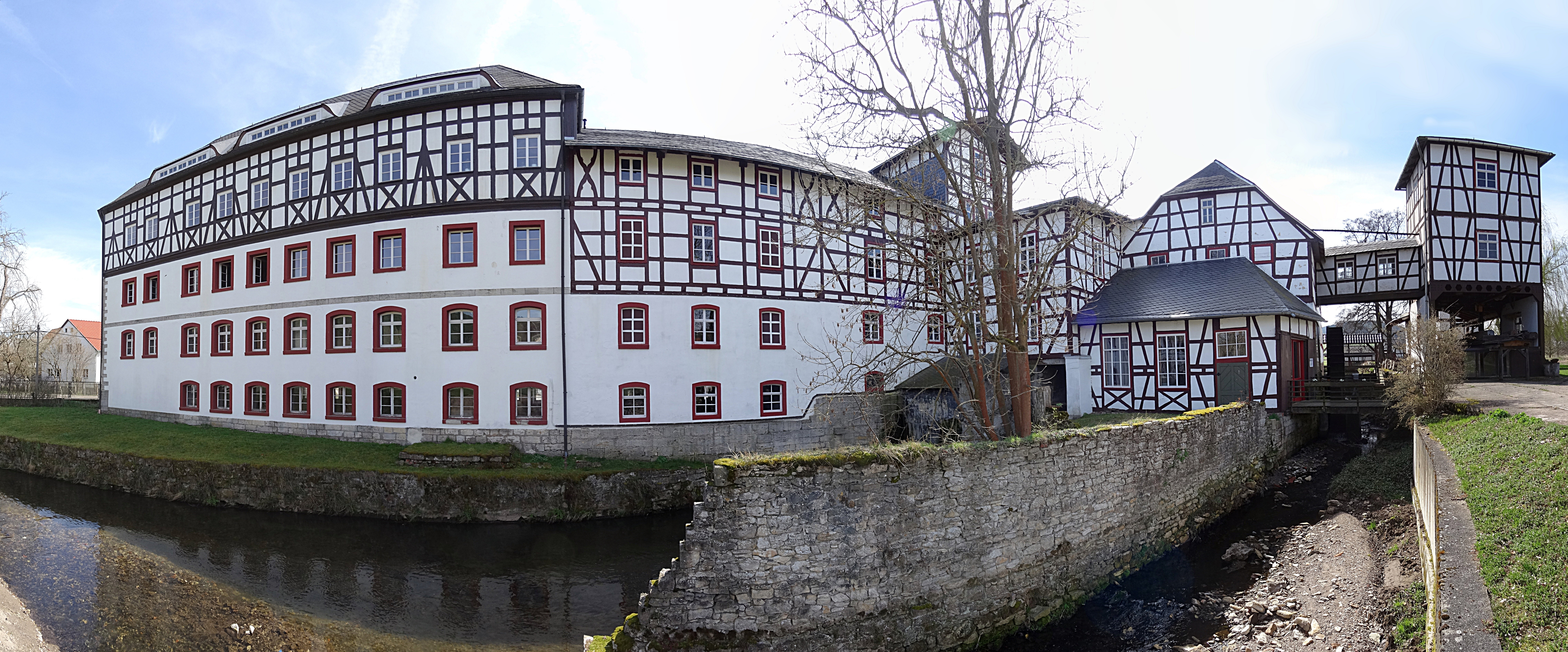
Kunst- und Senfmühle